# PDC Development Tour 2023
Die PDC Development Tour 2023 war eine Turnierserie der Professional Darts Corporation für Spieler im Alter zwischen 16 und 23 Jahren. Insgesamt wurden 24 Events zwischen März und August auf der Tour ausgespielt.
Die zwei besten Spieler der Order of Merit, ohne Tour Card, erhielten am Ende der Development Tour eine Tour Card für die PDC Pro Tour. Zudem qualifizierte sich der Erstplatzierte für die PDC World Darts Championship 2024 und den Grand Slam of Darts 2023. Den sechs besten Spielern ohne Tour Card wurde ein Startplatz bei der PDC Qualifying School 2024 finanziert und erhalten, sofern sie dort keine Tourkarte gewinnen, ein Startplatz bei der UK Open 2024.

## Preisgelder
Im Vergleich zum Vorjahr wurde das Preisgeld pro Event um £ 5.000 erhöht. Somit wurden pro Event folgende Preisgelder ausgeschüttet:
| Position (Anzahl der Spieler)      | Position (Anzahl der Spieler) | Preisgeld |
| ---------------------------------- | ----------------------------- | --------- |
| Gewinner                           | (1)                           | £ 2.500   |
| Finalist                           | (1)                           | £ 1.000   |
| Halbfinalisten                     | (2)                           | £ 750     |
| Viertelfinalisten                  | (4)                           | £ 500     |
| Achtelfinalisten                   | (8)                           | £ 300     |
| Verlierer der Runde der letzten 32 | (16)                          | £ 200     |
| Verlierer der Runde der letzten 64 | (32)                          | £ 75      |

## Events
| Nr. | Datum      | Austragungsort | Sieger               | Ergebnis | Finalist             |
| --- | ---------- | -------------- | -------------------- | -------- | -------------------- |
| 1   | 31.03.2023 | Milton Keynes  | Christopher Toonders | 5 : 2    | Marvin Kraft         |
| 2   | 31.03.2023 | Milton Keynes  | Dylan Slevin         | 5 : 4    | Luke Littler         |
| 3   | 01.04.2023 | Milton Keynes  | Luke Littler         | 5 : 1    | Jurjen van der Velde |
| 4   | 01.04.2023 | Milton Keynes  | Gian van Veen        | 5 : 2    | Adam Paxton          |
| 5   | 02.04.2023 | Milton Keynes  | Luke Littler         | 5 : 3    | Kevin Troppmann      |
| 6   | 28.04.2023 | Wigan          | Wessel Nijman        | 5 : 3    | Nathan Girvan        |
| 7   | 28.04.2023 | Wigan          | Sebastian Białecki   | 5 : 4    | Leighton Bennett     |
| 8   | 29.04.2023 | Wigan          | Gian van Veen        | 5 : 2    | Thomas Banks         |
| 9   | 29.04.2023 | Wigan          | Ciarán Teehan        | 5 : 4    | Jurjen van der Velde |
| 10  | 30.04.2023 | Wigan          | Gian van Veen        | 5 : 1    | Bradly Roes          |
| 11  | 09.06.2023 | Hildesheim     | Bradley Brooks       | 5 : 3    | Owen Roelofs         |
| 12  | 09.06.2023 | Hildesheim     | Wessel Nijman        | 5 : 1    | Dylan Slevin         |
| 13  | 10.06.2023 | Hildesheim     | Gian van Veen        | 5 : 4    | Wessel Nijman        |
| 14  | 10.06.2023 | Hildesheim     | Jarred Cole          | 5 : 1    | Rusty-Jake Rodriguez |
| 15  | 11.06.2023 | Hildesheim     | Adam Gawlas          | 5 : 4    | Dylan Slevin         |
| 16  | 14.07.2023 | Leicester      | Luke Littler         | 5 : 2    | Bradly Roes          |
| 17  | 14.07.2023 | Leicester      | Gian van Veen        | 5 : 0    | Reece Colley         |
| 18  | 15.07.2023 | Leicester      | Nathan Rafferty      | 5 : 2    | Cam Crabtree         |
| 19  | 15.07.2023 | Leicester      | Wessel Nijman        | 5 : 3    | Gian van Veen        |
| 20  | 16.07.2023 | Leicester      | Luke Littler         | 5 : 4    | Gian van Veen        |
| 21  | 18.08.2023 | Milton Keynes  | Rusty-Jake Rodriguez | 5 : 3    | Dominik Grüllich     |
| 22  | 18.08.2023 | Milton Keynes  | Sebastian Białecki   | 5 : 3    | Keane Barry          |
| 23  | 19.08.2023 | Milton Keynes  | Gian van Veen        | 5 : 4    | Luke Littler         |
| 24  | 19.08.2023 | Milton Keynes  | Luke Littler         | 5 : 1    | Cam Crabtree         |

## Order of Merit
Die Top 32 der Development Tour Order of Merit:
| Platz | Spieler                        | Preisgeld | Qualifikation                                |
| ----- | ------------------------------ | --------- | -------------------------------------------- |
| 1.    | Gian van Veen *                | £ 20.950  | Grand Slam of Darts 2023                     |
| 2.    | Luke Littler                   | £ 20.175  | PDC World Darts Championship 2024            |
| 3.    | Wessel Nijman *                | £ 14.825  | PDC World Darts Championship 2024, Tour Card |
| 4.    | Nathan Rafferty                | £ 10.125  | Tour Card                                    |
| 5.    | Sebastian Białecki             | £ 9.025   |                                              |
| 6.    | Dylan Slevin                   | £ 8.725   |                                              |
| 7.    | Rusty-Jake Rodriguez           | £ 8.000   |                                              |
| 8.    | Bradley Brooks                 | £ 7.475   |                                              |
| 9.    | Cam Crabtree                   | £ 7.175   |                                              |
| 10.   | Jurjen van der Velde           | £ 7.125   |                                              |
| 11.   | Jarred Cole                    | £ 7.025   |                                              |
| 12.   | Bradly Roes                    | £ 6.675   |                                              |
| 13.   | Christopher Toonders           | £ 6.050   |                                              |
| 14.   | Adam Gawlas                    | £ 5.900   |                                              |
| 15.   | Owen Roelofs                   | £ 5.300   |                                              |
| 16.   | Dominik Grüllich               | £ 4.850   |                                              |
| 17.   | Nathan Girvan                  | £ 4.675   |                                              |
| 18.   | Ciarán Teehan                  | £ 4.550   |                                              |
| 19.   | Owen Bates                     | £ 3.875   |                                              |
| 20.   | Lewis Gurney                   | £ 3.825   |                                              |
| 21.   | Keane Barry                    | £ 3.775   |                                              |
| 22.   | Jitse Van der Wal              | £ 3.725   |                                              |
| 23.   | Kevin Troppmann                | £ 3.700   |                                              |
| 24.   | James Beeton                   | £ 3.625   |                                              |
| 25.   | Adam Paxton David Schlichting  | £ 3.300   |                                              |
| 27.   | Reece Colley                   | £ 3.275   |                                              |
| 28.   | Leighton Bennett Harry Gregory | £ 3.225   |                                              |
| 30.   | Marvin Kraft                   | £ 3.150   |                                              |
| 31.   | Levy Frauenfelder              | £ 3.000   |                                              |
| 32.   | Jim Moston                     | £ 2.875   |                                              |

## Averages
Die folgende Liste zeigt die 15 höchsten geworfenen Averages der PDC Development Tour 2023:
| Average | Spieler          | Gegner            | Event | Runde        | Legdistanz |
| ------- | ---------------- | ----------------- | ----- | ------------ | ---------- |
| 120,24  | Bradley Brooks   | Sem Devoght       | 1     | Letzte 128   | 4 Legs     |
| 120,24  | Owen Bates       | Nathan Rafferty   | 16    | Achtelfinale | 4 Legs     |
| 115,22  | Luke Littler     | Lewis Williams    | 20    | Letzte 32    | 5 Legs     |
| 113,86  | Gian van Veen    | Jarred Cole       | 10    | Halbfinale   | 5 Legs     |
| 113,43  | Wessel Nijman    | Rohan Brouwers    | 10    | Letzte 32    | 4 Legs     |
| 113,43  | Luke Littler     | Owen Roelofs      | 24    | Letzte 64    | 4 Legs     |
| 111,33  | Luke Littler     | Nic Müller        | 8     | Letzte 64    | 4 Legs     |
| 111,33  | Wessel Nijman    | Ciarán Teehan     | 21    | Letzte 128   | 4 Legs     |
| 111,33  | Luke Littler     | Cam Crabtree      | 21    | Letzte 64    | 4 Legs     |
| 111,33  | Gian van Veen    | Kalem Marsh       | 24    | Letzte 128   | 4 Legs     |
| 111,03  | Luke Littler     | Stefan Dees       | 2     | Letzte 32    | 4 Legs     |
| 110,73  | Wessel Nijman    | Pascal Rupprecht  | 10    | Letzte 64    | 5 Legs     |
| 109,31  | Pascal Rupprecht | Harrison Firmager | 6     | Letzte 256   | 4 Legs     |
| 109,31  | Luke Littler     | Marvin Kraft      | 23    | Letzte 32    | 4 Legs     |
| 109,06  | Luke Littler     | Wessel Nijman     | 16    | Achtelfinale | 6 Legs     |

## Nine-Darter
Die folgende Liste zeigt alle geworfenen Nine dart finishes der PDC Development Tour 2023:
| Turnier | Runde        | Spieler      | Endergebnis | Gegner         |
| ------- | ------------ | ------------ | ----------- | -------------- |
| 17      | Letzte 128   | James Beeton | 4 : 2       | Luke Rutter    |
| 20      | Achtelfinale | Luke Littler | 4 : 1       | Rune van Damme |